# Negan
Negan Smith es un personaje de ficción de la serie de cómics de The Walking Dead. Es el líder de un grupo de 700 supervivientes aproximadamente en Georgia llamado Los Salvadores, quienes subyugan a otras comunidades en el área, exigiéndoles cantidades injustas de comida y provisiones a cambio de su protección contra los caminantes y ellos mismos. 
La apariencia del personaje está basado en Henry Rollins, según lo confirmó Charlie Adlard, que fue elaborado por Robert Kirkman, y derivada de otras personas que conocía. Jeffrey Dean Morgan hace el papel de Negan en la serie de televisión del mismo nombre, y aparece por primera vez en el último episodio de la sexta temporada de la serie.
Después de que Rick Grimes y sus compañeros supervivientes acordasen crear una red comercial con la colonia de Hilltop, son emboscados por Los Salvadores y se ven obligados a obedecer las reglas y las órdenes de Negan de dar la mitad de sus suministros al igual que las otras comunidades.
Inicialmente obedecen, pero Rick y los demás se reúnen en secreto para iniciar una guerra contra Los Salvadores con las otras comunidades de la zona de Washington D. C. Negan reside en una fábrica abandonada (se hace llamar El Santuario) donde trata a la mayoría de las mujeres como sus esposas (que eran exnovias de otros hombres y mujeres). Él pronto se encariña con el hijo de Rick, Carl Grimes.
La popularidad del personaje le permitió ser uno de los personajes seleccionables en el videojuego Tekken 7, cómo se dio a conocer en el evento EVO 2018.
En el episodio "«Here's Negan»" de la décima temporada se revela que el apellido de Negan y Lucille es Smith.

## Historia
Se sabe poco de su pasado. Estuvo casado con una mujer llamada Lucille a la cual amaba mucho. A pesar de que le era infiel, cuando se enteró de su enfermedad, terminó su relación con su amante para cuidarla. Después de su trágica muerte, Negan quedó devastado y lleno de culpabilidad. En su memoria, le puso su nombre a un bate de béisbol.[cita requerida]
Tiempo después, se hizo con el liderazgo de una comunidad que bautizó como "Los Salvadores". Cobraba como tributo a las comunidades que sometía la mitad de las provisiones que poseían, a cambio de "protección" contra los caminantes, tomando grandes represalias si no se cumplía el pago que consideraba adecuado. Negan se caracterizaba por ser polígamo; ofrecía a las mujeres del Santuario casarse con él a cambio de obtener facilidades como provisiones difíciles de conseguir, entre otras cosas. Si alguna de sus esposas lo engañaba o si alguien lo traiciona de alguna forma Negan le quemaba la mitad de la cara con una plancha como es el caso de Dwight.
Negan y sus Salvadores entraron en conflicto con el grupo de Rick (Abraham y Glenn mueren durante el proceso), ya que este se negaba a cumplir las condiciones del tratado de Negan, además que influenciaba en contra de sus intereses en comunidades como Hilltop (sometida a los Salvadores) o el Reino (no sometida a los Salvadores). Finalmente consiguió la rendición de Rick tras tenderle una emboscada en su camino a Hilltop en la que asesinó brutalmente a su mejor amigo, Glenn, destrozándole el cráneo a golpes con Lucille.
La paz no fue duradera, ya que Rick nunca tuvo intención de vivir sometido a Negan. Durante uno de los pagos, Negan y los Salvadores fueron atacados por la gente de Rick y de Ezekiel, escapando apenas con vida y dando comienzo a la guerra.
Finalmente, la guerra culminó después de un asalto de Negan a Hilltop en el que Rick lo atacó con un cuchillo mientras parlamentaban cortándole el cuello evitando que la herida sea letal, este cae inconsciente ante tanta perdida de sangre, Rick le pide a Siddiq que lo salve a pesar de que Maggie no está de acuerdo. Dwight traicionó a Negan y retiró el ejército de los Salvadores, poco después Rick le afirma a un cautivo Negan que pasara sus días en la cárcel hasta que se muera y que de esta forma pagara todas sus atrocidades que cometió, para hacerle ver lo equivocado que estaba y que vea como la civilización se vuelve a restaurar.
Han transcurrido 2 años después de la guerra y se ve a Carl que va al sótano de una casa desconocida y habla con una figura en las sombras, luego le dice a Carl que disfruta de sus charlas y que es bueno para él hacer un seguimiento del tiempo y los días pasados. Carl dice que se va, pero antes de irse, la figura le pregunta si, después de todo este tiempo, todas las cosas que han compartido y las charlas que han tenido, Carl todavía quiere matarlo. Se da vuelta y se enfrenta a la persona tras las rejas, diciendo simplemente: "Sí, Negan. Tú sabes que lo hago". Negan pregunta cómo se suponía que debía saber que Carl quería matarlo y le dice que no insulte a su inteligencia. Negan dice que pensó que los dos eran amigos a lo que Carl se aleja, haciendo que Negan se retire a la esquina de su celda. Negan pregunta si Rick lleva a Carl a la cima de la colina, lo que sorprende un poco a Rick. Negan dice que él y Carl son amigos y que Rick no pudo romper ese vínculo. Negan le dice a Rick que solo está preparando las cosas para él y que no estará en su celda para siempre. Rick dice que sabe que Negan morirá tras las rejas, a lo que Negan le contesta que no y que, en el fondo, Rick sabe que debería haber matado a Negan.
Magna y su grupo bajaron más tarde para ver quién estaba en la cárcel. Cuando bajan las escaleras hacia donde Negan está detenido, Negan agarra los barrotes de su celda y les pregunta si están aquí para rescatarlo, diciendo que "son animales". Esto sorprende a Magna y su grupo. Negan pide ser liberado y afirma que Rick es un monstruo que lo encerró y lo torturó por hablar en contra de él. Sin embargo, Magna no le cree, habiendo visto verdaderas víctimas de la tortura. Negan admite que estaba mintiendo, pero tuvo que intentarlo. Magna y sus acompañantes salen de la celda.

## Adaptación en TV

### Sexta temporada (2015—16)

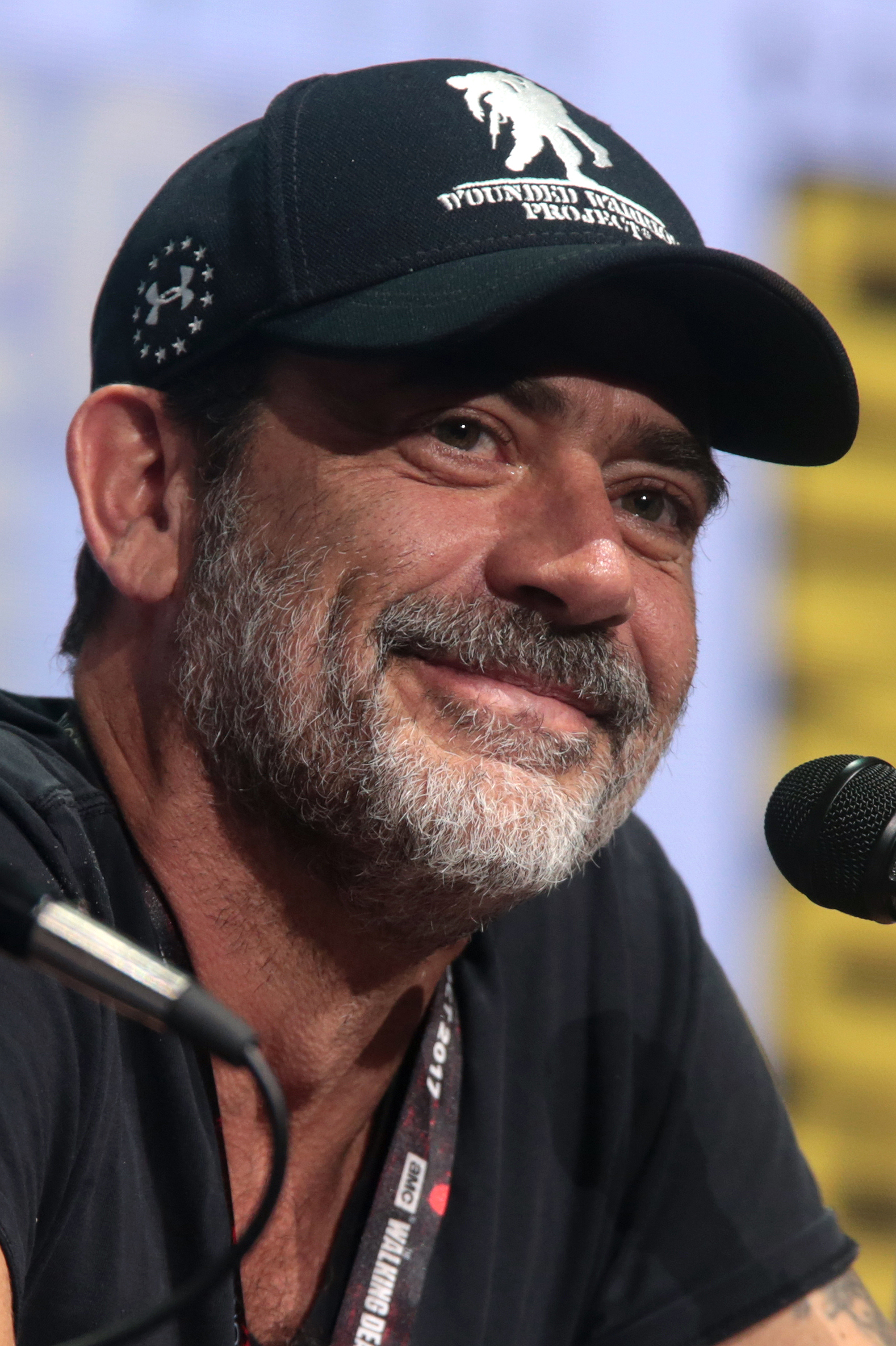
El actor Jeffrey Dean Morgan fue elegido para interpretar al malvado líder de Los Salvadores Negan.

Jeffrey Dean Morgan fue elegido para el papel de Negan.
En el estreno de mitad de temporada "No Way Out", Sasha, Daryl, y Abraham están en su camino de vuelta a Alexandría. Se ven obligados a detenerse, sin embargo, cuando se encuentran con un grupo de hombres fuertemente armados en motocicletas que bloquean el camino. El líder del grupo les pide todas sus pertenencias, diciendo que ninguna de sus posesiones pertenecen a ellos nunca más. Sasha exige saber de quienes son, y el hombre les informa que "sus propiedades pertenecen ahora a Negan." Uno de los hombres de Negan toma a Daryl a la parte trasera del camión para entregar el resto de sus armas. Mientras tanto, el líder amenaza con matar a Abraham y Sasha. Daryl se las arregla y mata al Salvador que estaba llevándolo a la parte trasera de su furgoneta y les dispara con un lanzacohetes, eliminando a los motoristas y salvando a Abraham y Sasha de una muerte segura.
En el final de temporada "Last Day on Earth", mientras Rick y los demás conducen la RV en donde Maggie se enferma y necesita ir a Hilltop para ser atendida, Rick y su grupo ven una ejecución en múltiples controles de bloqueo en la carretera establecidos por Los Salvadores, que finalmente hace que el grupo viaje a pie. Mientras caminaba por el bosque, el grupo es emboscado por un masivo grupo de Salvadores, que toman las armas de Rick y su grupo y los hacen ponerse de rodillas para acabar con la vida de Glenn y Abraham, obligando a Rick y a su grupo a obedecerles.

### Séptima temporada (2016—17)
En el estreno de la séptima temporada "The Day Will Come When You Won't Be", se revela que la víctima de Negan fue Abraham a quien abruptamente lo aporrea con su arma Lucille, este último murmura "chúpame las nueces". Negan se divierte mofándose en su dialecto, y le golpea la cabeza de Abraham repetidas veces con su bate de béisbol con alambre de púas llamado Lucille. Sin embargo, Daryl enfurecido por la muerte de su compañero y al ver cómo Negan se zumba en Rosita y la obliga a mirar los restos de Abraham, Daryl se apresura hacia Negan y le amortigua un gancho de derecha en el rostro, solo para ser detenido por tres salvadores directamente. Como represalia por el ataque de Daryl, Negan mata a Glenn de la misma manera que Abraham; con un ojo hacia afuera, la cara llena de sangre y el cráneo hundido este le murmura a su esposa: "Maggie, te encontraré".
Negan le presenta a Rick un ultimátum: si sus instrucciones no son seguidas, los Salvadores matarán a todos los miembros del grupo, terminando con Rick para que se vea forzado a ver a los otros morir. Además de sus anteriores demandas por un acuerdo comercial, Negan también emite la orden de que Rick debe cortar el brazo a Carl. A pesar de la impotencia de su padre, Carl anima a Rick a ir con el acto para salvar a los otros, y él va hasta levantar el hacha antes de que Negan lo detenga, sabiendo que estuvo dispuesto a sacrificar a su hijo. Negan entonces permite que los miembros sobrevivientes del grupo salgan con la advertencia de que los Salvadores regresarán en una semana para recoger sus suministros. Para garantizar el trato que hace con Rick, Negan lleva a Daryl con él, impresionado por su resistencia.
En el episodio "The Cell", se muestra que Negan gobierna el Santuario (la fortaleza principal de Los Salvadores) a través del miedo y recompensa a su ejército personal de ejecutores (que se identifican a sí mismos como "Negan" en una muestra de lealtad). Mantiene a Daryl encerrado en una celda y espera romper su voluntad y convertirlo en uno de sus salvadores, pero Daryl se niega a someterse.
En el episodio "Service", Negan y sus hombres llegan a Alexandría antes de lo esperado, el obliga a Rick a darle una vuelta mientras Rick sostiene a Lucille y hace comentarios contundentes en el camino, tanto Rick como el padre Gabriel le mintieron a Negan que Maggie no sobrevivió, luego le dice a Carl que no le dispare a un salvador y decide tomar todas las armas de Alexandria; cuando dos armas desaparecen del inventario, Negan amenaza con matar a Olivia (Ann Mahoney) si no las encuentran, esto se resuelve más tarde cuando Rick los encuentra, así como un rifle de caza que no estaba en la armería, esto impresiona a Negan quien afirma que "esto es algo con lo que se puede construir en una relación" antes de decirle que encuentre algo interesante para la próxima vez, antes de irse, Negan recupera a Lucille y le dice a Rick que "simplemente me bajé la polla y me lo agradeció" como una forma de regodearse con la deferencia de Rick hacia él.
Negan luego aparece en el episodio "Sing Me a Song", cuando se encuentra con sus hombres que regresan con suministros de Hilltop. Son atacados por Carl, que mata a dos de los salvadores y exige que Negan se presente, Negan es indiferente sobre el peligro inminente para él, pero desarrolla un respeto por Carl. Más tarde sienta a Carl y le dice que quiere conocerlo mejor, por lo que debería descubrir su ojo. Cuando Carl lo hace a regañadientes, Negan se burla del ojo perdido del niño, pero cuando ve a Carl visiblemente molesto, muestra remordimiento genuino y se disculpa. Más tarde, trae a Carl para que mire mientras quema a Mark, un Salvador que lo ha desagradado, con un hierro caliente para enseñar a todos una lección sobre "seguir las reglas". Luego decide llevar a Carl de vuelta a Alexandría, donde esperan a Rick. El episodio termina cuando Negan sostiene a la pequeña hija de Rick, Judith, mientras responde la pregunta anterior de Carl sobre por qué no lo mató ni a él ni a su padre con "Es posible que yo haga eso".
En el final de mitad de temporada, "Hearts Still Beating", Negan es contactado en Alexandría por Spencer Monroe, quien intenta relacionarse con él a través del whisky y un juego de billar. Parece que los dos se llevan bien, hasta que Spencer le cuenta a Negan lo peligroso que es Rick y que debería estar a cargo por el bien de ambos. Negan afirma que, aunque Rick lo odia, respeta que Rick fue lo suficientemente valiente como para amenazarlo y tragarse su orgullo para proteger a los demás. Decepcionado de que Spencer "no tiene agallas" para ir a verlo mientras Rick se ha ido, Negan saca un cuchillo y apuñala a Spencer en el estómago abriéndolo hasta sacarle las vísceras, mientras dice en broma que "sí tenía agallas después de todo". Esto provoca que Rosita Espinosa dispare a Negan, pero el impacto de bala le cae a Lucille. Enfurecido, Negan amenaza con tener la cara de Rosita mutilada a menos que ella le diga de dónde sacó la bala. Cuando ella se niega, Negan le dice a su teniente Arat que mate a alguien, lo que provoca que Olivia sea asesinada a tiros.
Rick, recién llegado, ve esto y exige saber qué pasó, Negan tranquilamente responde que ha tratado de ser razonable cuando devolvió ileso a Carl y mató a Spencer por Rick, cuando Eugene confiesa haber disparado, Negan lo toma prisionero y le dice a Rick que está "metido en el hoyo" por este incidente, sin importar cuántos suministros junten, antes de partir. Después de esto, Rick finalmente sabe que tiene que detener a Negan y por este medio intenta convencer a otras comunidades para que pongan fin al reino de terror de Negan formando una alianza para vencer a su enemigo en común.
Negan reaparece en "Hostiles and Calamities", donde le da la bienvenida a Eugene al entrar al Santuario, después de determinar que Eugene es realmente muy inteligente, Negan le permite sentirse cómodo dentro del Santuario e incluso le envía dos de sus esposas para que le proporcionen compañía, cuando Negan descubre que Sherry ya no está, sospecha que ha liberado a Daryl y ha golpeado y arrojado a Dwight en una celda, cuando está convencido de que Dwight no estaba involucrado y sigue siendo leal, lo envía a buscar a Sherry, solo para descubrir que supuestamente fue asesinada por caminantes y encuentra una supuesta evidencia de que el Dr. Carson que el ayudó a Daryl a escapar (secretamente plantado por Dwight), Negan lo arroja al pozo de fuego antes de disculparse con Dwight por dudar de él y le ofrece sus condolencias por su pérdida.
En el episodio "Something They Need" muestra a Negan visitando a una cautiva Sasha Williams (ya que ella vino al Santuario a matarlo) y descubre que uno de sus Salvadores, David, intentó violarla. Negan afirma que la violación va en contra de sus reglas y que no tolera tal comportamiento. David se disculpa, pero Negan le clava un cuchillo en la garganta y le dice que no "acepta su disculpa". Luego se disculpa con Sasha y le da una camiseta nueva para reemplazar la que David le arrancó antes de disculparse por su descarado ataque. confirmando que Sasha no fue enviada por Rick, Negan le dice que ella sería una buena adición al grupo de los Salvadores, a pesar de sus acciones en su contra. Luego la deja con un cuchillo y una opción: suicidarse o matar a David una vez que se reanime para mostrarle que está dispuesta a trabajar para él. Más tarde regresa para descubrir, para su deleite, que ella ha matado a David. Retira el cuchillo y le informa que está en el camino correcto antes de afirmar que sabe que Rick está conspirando contra él ya que tiene un espía en medio de él. Negan confía en que Sasha podrá ayudarlo a poner fin a los planes de Rick.
En el final de la temporada, "The First Day of the Rest of Your Life", Negan lidera un convoy de salvadores a Alexandría con Simón, Dwight, Eugene y Sasha dentro de un ataúd con planes de que Rick vuelva bajo su control. Él revela que Los Carroñeros (un grupo de sobrevivientes a los que Rick pagó para ayudarlos) están trabajando para él, ya que mantienen a Rick a punta de pistola. Negan trae un ataúd hacia adelante y revela que Sasha está adentro, indicando que pueden tenerla de regreso con vida y la dejará vivir si cumplen con sus demandas, que incluyen todas sus armas, Daryl de regreso con él y que Rick elija a alguien para ser asesinado por Lucille (entre otras cosas). Abre el ataúd y descubre que una zombificada Sasha. Después de defenderla, la situación se convierte en un tiroteo. Negan logra capturar a Rick y Carl, y se prepara para matar a Carl. Desafortunadamente para Negan, los salvadores son emboscados por Ezekiel y las fuerzas del Reino, así como por Maggie liderando un grupo desde Hilltop. Sorprendido por los refuerzos de Rick y rápidamente comienza a perder hombres, Negan ordena una retirada. Una vez de vuelta en el Santuario, le pregunta a Eugene sobre cómo Sasha murió en el ataúd (sospechando un juego sucio de su parte), Eugene le miente diciéndole que fue por asfixia su muerte, acto seguido Dwight le revela a Negan que tan solo de la orden a los Salvadores reunidos que van a la guerra y Negan procede en declarar la guerra.

### Octava temporada (2017—18)
Negan aparece en el estreno de la temporada, "Mercy", cuando Rick dirige un ejército de sobrevivientes reunidos fuera del Santuario. Más divertido que preocupado, Negan se niega a llevar a su gente a luchar contra Rick solo para demostrar "que mi polla es más grande que la tuya". Rick ofrece a los lugartenientes de Negan y a los Salvadores la oportunidad de rendirse, pero afirma que Negan todavía tiene que morir. Negan intenta dividirlos y saca a Gregory para ordenar que los residentes de Hilltop que se retiren, pero esta táctica falla. Abren fuego, derribando los muros del Santuario, pero Negan y su gente se refugian. Luego, son sorprendidos por una manada masiva de caminantes liderados por Daryl antes de que las puertas se abran y los rebaños de la manada en el interior. Negan queda atrapado en un tráiler con Gabriel. En el episodio "The Big Scary U" antes del asalto de Rick con Negan reuniéndose con sus principales lugartenientes para discutir. Cuando Simon sugiere que eliminen por completo a una de las comunidades, Negan se indigna, afirmando que las personas son recursos para lo que están construyendo. En su lugar, quiere capturar y ejecutar públicamente a Rick, Maggie y Ezekiel para obligar a su gente a someterse. El episodio luego regresa a Negan y Gabriel en el tráiler, discutiendo sus puntos de vista sobre la supervivencia. Cuando Gabriel trata de hacer que Negan confiese sus pecados antes de morir, se muestra evasivo hasta que finalmente admite que su mayor pesar fue el trato que le dio a su primera esposa antes del brote, afirmando que murió de cáncer y que no pudo abatirla. Los dos logran escapar untados con vísceras de caminantes para que no puedan atacarlos y ambos logran escapar y Negan logra reafirmar el control de la situación caótica que estaba pasando en el Santuario.
En el final de mitad de temporada, "How It's Gotta Be", Negan regresa a Alexandria para contraatacar cuando se encuentra con Carl (quien, sin el conocimiento de Negan, se está muriendo de un mordisco de un caminante) que intenta disuadirlo de atacar e incluso ofrece ser matado para ahorrar el resto. Le pregunta a Negan si esto es lo que quería o quién quería ser y si es como debe de ser, y sus palabras parecen tocar un acorde. Negan ataca a Alexandria de todos modos, sin embargo, y se enfrenta a Rick. Después de una brutal pelea mano a mano, lanza a Rick por una ventana. Rick se retira a las alcantarillas con Michonne y el resto de los alexandrinos, en donde Carl les revela a todos la mordida en el torso, en donde el grupo se quedan horrorizados. En el episodio "The Lost and the Plunderers", Negan se reúne con Simon para manejar el asunto de Los Carroñeros. Simon asume que los quiere exterminados, pero Negan, en cambio, quiere que les dé la advertencia estándar y que maten solo a uno, ya que son un recurso al igual que las otras comunidades. Más tarde, Rick se pone en contacto con él a través de un walkie-talkie, y le informa que Carl está muerto y que su último deseo era que hicieran las paces, algo que Rick ve como imposible. Negan está triste por las noticias, diciendo que Carl era el futuro antes de pedirle a Rick que se rindiera, sin éxito.
En el episodio "Dead or Alive Or", Negan comienza a preparar a los salvadores para un ataque en Hilltop para terminar la guerra. Debido a que sus reservas de municiones están a punto de agotarse debido al uso de los caminantes que invadieron El Santuario, Negan formula un plan para usar el virus de los caminantes en su beneficio al recubrir sus armas con la sangre de los caminantes, incluyendo su Lucille.
En el episodio "The Key", Negan conduce un convoy de salvadores a la colonia Hilltop cuando su automóvil es embestido por Rick, que lo persigue en un edificio abandonado. Negan intenta defenderse, pero cae por el suelo y pierde su Lucille. Desarmado y siendo perseguido en la oscuridad, Negan intenta hacer un trato, ofreciendo perdonar las transgresiones de Rick y reducir el recorte de suministros de Los Salvadores a cambio de la paz. Rick se niega, diciendo que Negan no se preocupa por nada excepto Lucille, que luego procede a prender fuego. Negan ataca furiosamente a Rick antes de que los dos estén rodeados de caminantes y llamas, lo que obliga a Negan a recuperar a Lucille y huir— solo para ser capturado por Jadis.
Negan fue encadenado a una patineta por la mujer y como castigo a lo que había sucedido con su gente fue obligado a observar como Lucille era quemada, así como también atentar con su vida al arrojarle a un caminante atado a un carrito. Sin embargo, antes de poder encontrar su final a manos de la vengativa mujer, Negan se las arregló para liberarse de sus ataduras y amenazó con quemar algunas fotos apreciadas por esta con una bengala que había conseguido en su bolso, si no le entregaban a Lucille a cambio. Después de un forcejeo entre ambos que como conclusión evitó que la mujer se pusiera en contacto con un helicóptero que estaba cerca de la comunidad de la chatarra, Jadis totalmente desquiciada se dispuso a quemar a Lucille, pero eventualmente cambio de parecer a último momento cuando Negan le aclaró que haría pagar al responsable de la muerte de su grupo. Preparado para abandonar la comunidad aunque no sin antes invitar en vano a Jadis a unirse a su grupo, Negan emprendió su viaje de vuelta al Santuario y en el camino se sorprendió de encontrar a una persona desconocida al costado de la carretera. Regresando al Santuario y a su vez ocasionando una gran sorpresa para Dwight y el resto de su grupo, Negan se reunió con sus tenientes para debatir su próximo ataque a las líneas enemigas y en medio de la junta, Negan reprende a Simon por lo que ocasionó en la comunidad de los carroñeros, al ver que estaba a punto de matarlo este le solicita una disculpa a cambio de perdonarle la vida, este se disculpó ante el psicótico hombre por las acciones que había tomado contra Hilltop, Oceaneside y Los Carroñeros, este se arrodilló ante él para demostrar que aún seguía de su lado. Sin embargo, tras ser notificado por Dwight del motín de Simon para así poder tomar el liderazgo de Los Salvadores, Negan sentenció a morir a todos los bandidos que acompañaban a su ex-camarada y para definir el puesto de líder del grupo, Negan y Simon comenzaron una pelea a puño limpio frente a la mirada de sus compañeros, y tras varios golpes finalmente Negan logra someterlo y le aplasta la tráquea a Simon llevándolo a la muerte.
En el final de la temporada, "Wrath", el grupo de Rick aparece para desafiar a los salvadores. Negan ordena a sus hombres que abran fuego, pero descubre que Eugene ha manipulado sus armas, dejándolos indefensos. El grupo de Rick mata a varios de los hombres de Negan, mientras que Rick y Negan tienen una batalla final que termina con Rick haciéndole un leve corte en la garganta a Negan. Sin embargo, Rick decide salvar la vida de su enemigo ya que cree que es lo que Carl querría. Más adelante, Negan se recupera en la enfermería en Alexandria, donde Rick y Michonne le informan que estará preso y se quedará en una celda por el resto de su vida, y le recordará que las personas son capaces de cambiar y como evidencia de que lo harán. traer de vuelta la civilización.

### Novena temporada (2018—19)
En el episodio "The Bridge", Rick baja a un sótano para hablar con un Negan encerrado, menciona que han pasado 35 días desde la ejecución de Gregory. Habla sobre cómo ha cambiado todo después de la guerra y cómo las comunidades están trabajando juntas para arreglar un puente, que será el vínculo con su futuro. "Estamos comenzando de nuevo", dice Rick sonriendo con esperanza. Después de que Rick termina de narrar su historia, Negan, luciendo una barba mucho más grande de lo normal, se pregunta cuándo podrá echar un vistazo a las comunidades prósperas pero Rick le dice que nunca y le dice que morirá en su celda, Rick dice que están prosperando sin que él construya un futuro y Negan se burla de él por Carl, pero Rick enojado lo calla y le prohíbe mencionar a Carl. Negan responde con una sonrisa: "No estás salvando este mundo, Rick. Sólo lo estas preparando para mí", advirtiéndole que la paz entre las comunidades no durará demasiado y que no estará encerrado para siempre.

## Recepción
El personaje de Negan ha tenido una gran acogida por los críticos y los fanes como un gran antagonista de la serie. IGN, en su revisión de la primera aparición de Negan, en el número 100, dijo: "El nuevo villano parece ser digno de la serie. No me había dado cuenta de lo mucho que echaba de menos un antagonista verdaderamente más horrible que el Gobernador de esta serie hasta ahora. La voz del villano es muy distinta, lo que permite a Kirkman tener un gran juguete con un enfoque muy diferente al diálogo. Por una serie donde los personajes deambulan a veces en exceso sin dirigirse a un punto claro, este personaje es muy apreciado". En su revisión para el número 103, IGN sintió que Negan fue "un reemplazo perfecto del Gobernador".
Cuando la comunidad de Negan fue explorada, así como su relación con Carl Grimes, se dijo que "hay una tensión palpable a medida que se preguntan los lectores qué destino tiene Negan en mente para su joven enemigo. Pero incluso en su momento más siniestro, Negan sigue siendo extrañamente carismático. Por eso no es difícil de entender cómo se las arregló para labrarse una posición tan alta para sí mismo, con varias esposas y la entrega total de todo un pueblo".